# Scheloribates luteomarginatus
Scheloribates luteomarginatus is een mijtensoort uit de familie van de Scheloribatidae. De wetenschappelijke naam van de soort is voor het eerst geldig gepubliceerd in 1958 door Hammer.